# Шакаров, Юнис
Юнис Шакаров или Юнис Хазарли (азерб. Yunis Xəzərli) — офицер армии Азербайджанской Демократической Республики, полковник Вооружённых сил Турции. Деятель азербайджанского национально-освободительного движения.
Принимал участие в боях за освобождение Гёйчая, Уджара, Шемахи, Гобустана и Баку, в Зангезурских боях, в антибольшевистских восстаниях в Гяндже и Карабахе после занятия Азербайджана Красной армией.

## Биография
Юнис Шакаров родился в Елизаветполе, Елизаветпольской губернии в 1893 году. Получив среднее образование, поступил в Тифлисское военное училище, которое окончил в 1917 году.

## Военная служба

### ВЗакавказском комиссариате
После окончания военного училища в 1917 году начал службу командиром взвода в пехотном полку вновь формировавшегося согласно приказу № 155 от 11 декабря 1917 года главнокомандующего войсками Кавказского фронта генерала от инфантерии М. А. Пржевальского Мусульманского корпуса (командир генерал-лейтенант Али Ага Шихлинский).

### В АДР
16 июня 1918 года правительство АДР переехало из Тифлиса в Гянджу, а спустя три дня постановлением правительства на территории Азербайджана было введено военное положение. Национальный совет Азербайджана обратился за военной помощью к Турции, которая задействовала в этих целях Кавказскую исламскую армию под командованием генерал-лейтенанта Нури, в состав которой вместе с прибывшими 5-й Кавказской и 15-й Чанахгалинской турецкими дивизиями вошёл Мусульманский корпус (с 26 июня Отдельный Азербайджанский корпус). Юнис Шакаров некоторое время служил почтово-телеграфным чиновником в штабе Кавказской исламской армии. В июне 1918 года был назначен командиром взвода первой роты 13-го пехотного полка 5-й Кавказской пехотной дивизии (командир Мюрсель паша). Принимал участие в боях за освобождение от оккупации Гёйчая, Уджара, Шемахи, Гобустана и Баку. За проявленную храбрость был назначен командиром роты, в которой он служил. В 1920 году штабс-капитан Юнис Шакаров участвовал  в Зангезурских боях в качестве командира Курдского стрелкового батальона, входившего в состав 1-й пехотной дивизии АДР (командир генерал-майор Джавад бек Шихлинский). Позже получил назначение в Агдамское центральное командование.
После Бакинской операции участвовал в Гянджинском восстании против советской власти в мае 1920 года. После нескольких дней участия в обороне Гянджи Шакаров отправился в Карабах, где в июне 1920 года участвовал в восстании под руководством Нури-паши. После поражения восстания эмигрировал в Турцию.

### В Турции
После поражения восстаний против советской оккупации часть оставшихся военных армии АДР перебралась в Турцию: либо через Зангезур и Нахчыван, либо через Худаферинское направление и Иран. При подходе к границам Турции возглавлявший азербайджанские войска Нух-бек Софиев передал командование Самед-беку Рафибекову. Под руководством Самед-бека они сначала достигли Восточного Баязита, а затем в июне-июле – Гасангалы и Эрзурума. Прибывший сюда Карабахский конный полк был передан в подчинение XII дивизии. Позднее полк участвовал в боях за Карс в составе IX пехотной дивизии. К другим дивизиям присоединялись также отряды в составе артиллерийских батарей и пехоты.
После прибытия в Турцию Юнис Шакаров вместе с другими азербайджанскими соратниками принял участие в войне за независимость Турции. Воевал за освобождение Карса. Он был одним из 56 офицеров азербайджанской части численностью 1200 человек. Позже его направили в посольство Турции в Грузии. Здесь он работал в службе разведки в подчинении полковника Кязыма Дирека. После войны за независимость Турции был награждён медалью «Истикляль» за свои заслуги. В дальнейшем находился на военной службе в Карсе, Анкаре и Конье. Участвовал в подавлении восстаний шейха Саида, в Хазо, Хаджо, Дерсиме, Чапагчуре. В подавлении мятежа в Агры участвовал в качестве командира 7-й роты 2-го батальона.
После принятия в Турции 21 июня 1934 года Закона «О фамилиях» взял себе фамилию Хазарли.
В 1935 году Шакаров служил в военном комиссариате Гёксуна, в 1941-м – в штабе дивизии. Некоторое время исполнял обязанности военного комиссара Кыршехира. Затем получил назначение в командование 32-го полка в Хадимкёе. В 1949 году служил в Ушаке, Муше, в 1950 году вышел в отставку в чине полковника из командования армейского лагеря в Курталане.
Участвовал в деятельности Азербайджанской культурной ассоциации. 25 мая 1958 года в Стамбуле под председательством Юниса Хазарли состоялся ежегодный съезд ассоциации. В результате выборов членами правления были избраны Орудж Вургун, Хасан Хазар, Салех Гянджа, Фюсун Одоглу, Нури Муган, Ахмет Джафароглу, Вели Оркун, Махаммадали Эльдагез, Озер Ялчингая и Юнис Хазарли.
Скончался 5 апреля 1965 года в Стамбуле. Похоронен с воинскими почестями на кладбище Султана Эйюпа.

## Семья
Юнис Шакаров – потомок семьи Шакарогуллары, проживающей в Гяндже. Отца звали Мамед-беком, мать – Говхар-ханум.
В 1923 году Юнис Шакаров женился на Саадат-ханум. От этого брака родились дети Мерфуа, Орал, Байкал, Умран.

## Награды
- — В 1923 году за заслуги в войне за независимость Турции он был награжден медалью Независимости [4].